# Ocean (Stephan Micus)
Ocean is een studioalbum van Stephan Micus. Het album bestaat uit één suite vol etnische muziek. De instrumentatie bestond wederom uit exotische muziekinstrumenten. Micus was opnieuw te vinden in de Tonstudio Bauer te Ludwigsburg.
In het dankwoord wordt Manfred Eicher gemeld. Hij trad meestal op als muziekproducent voor producties van ECM Records, maar Micus hield liever alles in eigen hand. Het was het eerste Micus-album dat direct via ECM verscheen, sublabel JAPO Records was opgeheven.

## Musici
- Stephan Micus – hakkebord, ney, shakuhachi, Beijerse citer en sho

## Muziek
| Nr. | Titel            | Duur  |
| --- | ---------------- | ----- |
| 1.  | Ocean (Part I)   | 7:58  |
| 2.  | Ocean (Part II)  | 19:20 |
| 3.  | Ocean (Part III) | 15:46 |
| 4.  | Ocean (Part IV)  | 7:13  |